# كورنليوس فاندربلت
عباس ابن فرناس (بالإنجليزية: Cornelius Vanderbilt)‏؛ (27 مايو 1794 - 4 يناير 1877) عرف بلقب كومودور (عميد البحار)، كان رجل أعمال أمريكي بنى ثروته في النقل البحري والنقل بالسكك الحديدية وكان مؤسس أسرة فاندربلت، بلغت قيمة ثروته 167.4 مليار دولار أمريكي.
كانت ثمة حدودا طبيعية للحروب السعرية، حيث تتحول تخفيضات الأسعار من دون مستوى معين إلى ما يشبه «الانتخار الاقتصادي». ومع ذلك فلم يكن مجلس إدارة خط إري مهتما كثيرا بهذا المسائل الهامشية الاستراتيجية كالرحبية أو القدرة على الاستمرار والنمو. إذ كان مهتما كثيرا بالأرباح التجارية القصيرة الأجل التي تحقق في وول ستريت، وهذا ما جعل خط إري الورقة الرابحة في قطاع السكك الحديد في نيويورك (ودعت تشارلز فرانسيس إلى تسميته «المرأة الفاسقة في وول ستريت»). وأراد كورنيليوس فاندربيلت – وهو شخصية ذات نفوذ متصاعد في تلك السوق – أن يفعل شيئا ما حيالها.
لقد ترك فاندربيلت عمله لدى توماس جيبونز في العام 1829، وبدأ عمله الخاص في مجال المراكب البخارية. وأضحى بعد فترة وجيزة أكبر ملاك السفن في أمريكا، وفي العام 1837 كانت صحيفة جورنال أوف كوميرس أول من استخدم اللقب الفخري الذي دخل فيه التاريخ: عميد البحار (الكومودور). كان أسلوب عمل الكومودور هو البساطة بعينها: 1- إدارة المؤسسة بأعلى قدر من الكفاءة وأقل مستوى ممكن من التكاليف. 2- المنافسة السعرية الضارية لتدمير المنافس أو إخراجه من السوق أو رشوته للخروج من المنافسة. 3- الالتزام بما يبرمه من اتفاقيات وعقود. لقد كتب عنه ماثيو هيل سميث – وهو محام وكاهن إبرشي – في العام 1870 أن «كلام الكومودور موثوق كعقوده، عندما يصدر عنه بملء إرادته. كما أنه حريص في المقابل على تنفيذ أي وعد يصدر عنه».
كان فاندربيلت راغبا في قبول مبلغ ما يثنيه عن المنافسة في أحد خطوط السكك الحديد، لأن المراكب البخارية – على عكس السكك الحديد – يمكن أن تشغل حيثما وجد الماء الكافي لتعوم فيه. فإن حصل على المال الذي يحمله على مغادرة نهر هدسون مثلا فإن ذلك يسهل كثيرا المنافسة على طريق لونج آيلاند ساوند أو طريق نيويورك – فيلادلفيا. لكن البعض لم يدرك ذلك، كانت «نيويورك تايمز» في صفحتها الافتتاحية في خمسينيات القرن التاسع عشر أول من استخدم الصورة – إن لم تكن الكلمة أيضا – التي يظهر فيها البارونات اللصوص في القرون الوسطى، وذلك في نقد تكتيكيات فانلدربيلت. ويعرف عن البارونات اللصوص أنهم عاشوا على ضفاف نهر الراين، وفرضوا على العابرين إلى قلاعهم رسم عبور يضمن لهم المرور بسلام. (وسواء كان هؤلاء حقيقة واقعة أو كانوا من نسج خيال القرن التاسع عشر، فهذه مسألة أخرى).
لقد كان فرض رسوم العبور لقاء تسهيل حركة العابرين – بالطبع – ابتزازا واضحا، لأن ذلك لا يقوم أساسا على تبادل الثروة. لكن فاندربيلت لم يكن يصنع شيئا من هذا القبيل. ففي العام 1859 عرضت صحيفة «هاربرر ويكلي» – وهي أقل اهتماما بالأحداث الاقتصادية من «التايمز» – تفسيرا لذلك. فقد كتبت «كان ذلك هو النزعة السائدة، أن ينظر إلى تلك المنافسات على أنها محاولات من جانبه لابتزاز المشاريع الناجحة. فليس عدلا أن يقرر المرء دوافع جاره في اتخاذ عمل ما، إذا كان العمل في حد ذاته مشروعا وقانونيا. ولابد من الحكم على العمل بنائجه. وقد كانت النتائج إنشاء فاندربيلت خطوط سكك حديد منافسة التخفيض الدائم لأجول النقل. وكانت الأسعار كلما مد» خط حديد منافس«تتراجع على الفور، وبعض النظر عن نتيجة المنافسة، سواء انتهت بإخراج المنافسين – كما كانت الحال دائما – أو الخضوع لهم. فإن الأسعار ما كانت تعاد إلى سابق عهدها. إن هذه النعمة العظيمة – ألا وهي السفر الرخيص – إنما يدين بها الناس والمجتمع في المقام الأول إلى كورنيليوس فاندربيلت». وستعتنق «التايمز» نفسها وجهة النظر هذه عن الكومودور.

## روابط خارجية
- كورنليوس فاندربلت على موقع الموسوعة البريطانية (الإنجليزية)
- كورنليوس فاندربلت على موقع الموسوعة البريطانية (الإنجليزية)
- كورنليوس فاندربلت على موقع إن إن دي بي (الإنجليزية)